# اعتلال بيضاء الدماغ مع تلاشي المادة البيضاء
اعتلال بيضاء الدماغ مع تلاشي المادة البيضاء (مرض VWM) هو مرض عصبي متنحي وراثي. يحدث المرض بسبب طفرات في أي من الوحدات الفرعية لترميز الجينات الخمسة لعامل بدء التحويل eIF2B: EIF2B1 أو EIF2B2 أو EIF2B3 أو EIF2B4 أو EIF2B5. ينتمي المرض إلى عائلة من الحالات تسمى حثل الكريات البيض.

## الأعراض والعلامات
تحدث البداية عادة في مرحلة الطفولة، ولكن عثر على بعض الحالات لدى البالغين. بشكل عام، يبحث الأطباء عن الأعراض عند الأطفال. تشمل الأعراض ترنح المخيخ، والتشنج، وضمور العصب البصري، والصرع، وفقدان الوظائف الحركية، والتهيج، والقيء، والغيبوبة، وحتى الحمى مرتبطة بـ اعتلال بيضاء الدماغ مع تلاشي المادة البيضاء. الاضطرابات والأعراض العصبية التي تحدث مع اعتلال بيضاء الدماغ مع تلاشي المادة البيضاء ليست خاصة بالبلدان؛ بل هي متماثلة في جميع أنحاء العالم. قد لا تكون التشوهات العصبية موجودة دائمًا لدى أولئك الذين يعانون من ظهور المرض كبالغين. تظهر الأعراض بشكل عام عند الأطفال الصغار أو الرضع الذين كانوا في السابق يتطورون بشكل طبيعي إلى حد ما.

## الأسباب
اعتلال بيضاء الدماغ مع تلاشي المادة البيضاء هو حثل المادة البيضاء الذي له تشوهات كيميائية حيوية فريدة. السمة الفريدة لـ اعتلال بيضاء الدماغ مع تلاشي المادة البيضاء هي أن الخلايا الدبقية قليلة التغصن والخلايا النجمية فقط هي التي تتأثر سلبًا بينما يبدو أن الخلايا الدبقية والخلايا العصبية الأخرى لا تتأثر. هذا هو السؤال المركزي وراء اعتلال بيضاء الدماغ مع تلاشي المادة البيضاء. الأسباب الحقيقية وراء هذا السلوك غير معروفة لأن الخلايا موجودة في الدماغ ونادرًا ما جرت دراستها. ومع ذلك، هناك نظرية مقبولة بشكل عام من قبل معظم الخبراء في هذا المجال. السمة الرئيسية لهذه الخلايا هي حقيقة أنها تصنع الكثير من البروتينات. تنتج هذه الخلايا كمية كبيرة من البروتينات من كمية صغيرة من السلائف وبالتالي فهي تعمل باستمرار وتحت قدر معقول من الإجهاد. لذلك مع حدوث طفرة في eIF2B، تحدث زيادات طفيفة في مقدار الإجهاد الذي تواجهه هذه الخلايا، ما يجعلها أكثر عرضة للفشل بسبب الإجهاد. تشير الكمية الكبيرة من الخلايا قليلة التغصن التي تظهر خصائص موت الخلايا المبرمج وتعبر عن بروتينات موت الخلايا المبرمج إلى انخفاض عدد الخلايا في المراحل المبكرة من المرض. كما ارتبط فشل المبايض المبكر بتقلص المادة البيضاء. ومع ذلك، من خلال دراسة استقصائية مكثفة، حدد أنه حتى لو كانت تعاني من فشل مبيض سابق لأوانه، فليس بالضرورة أن يعاني من اعتلال بيضاء الدماغ مع تلاشي المادة البيضاء.

### دور eIF2B
eIF2B هو عامل تبادل النوكليوتيدات الجوانين لـ eIF2، ويتكون من 5 وحدات فرعية. أكبر وحدة فرعية، eIF2B5 تحتوي على معظم الطفرات لـ VWM. يعد eIF2B معقدًا يشارك بشكل كبير في تنظيم ترجمة mRNA إلى بروتينات. يعد eIF2B ضروريًا لتبادل غوانوزين ثنائي فوسفات (GDP) لـ guanosine-5'-triphosphate (GTP) في بدء التحويل عبر eIF2، لأنه يجدد eIF2 من خلال هذا التبادل. ربط الانخفاض في نشاط eIF2B ببداية اعتلال بيضاء الدماغ مع تلاشي المادة البيضاء. العامل المشترك بين مرضى اعتلال بيضاء الدماغ مع تلاشي المادة البيضاء هو الطفرات في الوحدات الفرعية الخمس لـ eIF2B (21 مكتشفة حتى الآن)، معبر عنها في أكثر من 60٪ من المرضى. تؤدي هذه الطفرات إلى انخفاض نشاط eIF2B. الطفرة الأكثر شيوعًا هي R113H، وهي طفرة من الهستيدين إلى الأرجينين. الشكل المتماثل للطفرة هو أقل الأشكال حدة. وثقت هذه الطفرة أيضًا في القوارض، لكنها لا تتطور إلى اعتلال بيضاء الدماغ مع تلاشي المادة البيضاء، في حين أن البشر يحدث عندهم ذلك. الطفرة الشائعة الأخرى هي G584A الموجودة في الوحدة الفرعية eIF2B5. كما ربط بالإجهاد، حيث يلعب eIF2B دورًا رئيسيًا في إدارة الإجهاد - فهو ضروري في تنظيم تخليق البروتين في ظروف الإجهاد المختلفة - ومرضى اعتلال بيضاء الدماغ مع تلاشي المادة البيضاء حساسون للغاية للتوتر. يوجد البروتين eIF2B في جميع الخلايا، وإذا قلل هذا البروتين بدرجة كافية، فستتأثر الخلية سلبًا، وإذا قلل إلى الصفر، تموت الخلية. في الخلايا المصابة، يقلل البروتين إلى حوالي 50٪، وهو أمر مقبول للوظيفة في معظم الخلايا، ولكن ليس في الخلايا الدبقية لأنها تصنع كمية كبيرة من البروتينات باستمرار وتحتاج إلى أكبر عدد ممكن من البروتينات العاملة داخلها. هذا من شأنه أن يقلل من خط الأساس لمقدار الضغط الذي يمكن للخلية أن تتعامل معه، وبالتالي في بيئة متوترة، سيكون لها تأثيرات ضارة على هذه الخلايا. شوهدت الطفرات في ثلاث من الوحدات الفرعية لـ eIF2B (2، و4، و5) في كل من اعتلال بيضاء الدماغ مع تلاشي المادة البيضاء وفشل المبايض المبكر. عثر على سكان أمريكا الشمالية لديهم طفرة مميزة، R195H، والتي يمكن أن تؤدي إلى اعتلال بيضاء الدماغ مع تلاشي المادة البيضاء. جميع المرضى الذين درست لديهم طفرة واحدة فقط موجودة في الجين، ما يجعل eIF2B نشطًا بشكل مستمر، ما يؤدي إلى اعتلال بيضاء الدماغ مع تلاشي المادة البيضاء. إذا حدثت طفرتان، فسوف يتوقف الجسم عن نشاط eIF2B.

## علم الأمراض العصبية
عند تشريح الجثة، وثق التأثير الكامل لـ اعتلال بيضاء الدماغ مع تلاشي المادة البيضاء. تبقى المادة الرمادية طبيعية في جميع الخصائص بينما تغير المادة البيضاء قوامها وتصبح طرية وجيلاتينية. يمكن رؤية تخلخل المادة البيضاء من خلال الفحص المجهري للضوء ويمكن أيضًا رؤية العدد الصغير من المحاور وألياف U التي تأثرت. تظهر أيضًا العديد من التجاويف الصغيرة في المادة البيضاء. السمة الرئيسية التي تميز اعتلال بيضاء الدماغ مع تلاشي المادة البيضاء بصرف النظر عن حثل المادة البيضاء الأخرى هي وجود خلايا قليلة التغصن الرغوية. تميل هذه الخلايا الدبقية قليلة التغصن الرغوية إلى زيادة الهياكل السيتوبلازمية، وعدد أكبر من الميتوكوندريا غير المنتظمة ومعدل أعلى من موت الخلايا المبرمج. تنتشر الخلايا النجمية ذات الشكل غير الطبيعي المصابة بعدوى ليفية بشكل كبير في جميع أنحاء الشعيرات الدموية في الدماغ. الغريب أن الخلايا النجمية تتأثر أكثر من الخلايا قليلة التغصن. حتى أن هناك انخفاضًا في أسلاف الخلايا النجمية، ومع ذلك تظل المحاور غير مصابة نسبيًا.

## التشخيص
يتم معظم التشخيص في السنوات الأولى من العمر حوالي 2 إلى 6 سنوات. كانت هناك حالات حدثت فيها البداية والتشخيص في وقت متأخر من مرحلة البلوغ. أولئك الذين يبدأ المرض عندهم في هذا الوقت لديهم علامات مختلفة، لا سيما نقص التدهور المعرفي. بشكل عام، يعد اكتشاف أشكال اعتلال بيضاء الدماغ مع تلاشي المادة البيضاء للبالغين أمرًا صعبًا لأن التصوير بالرنين المغناطيسي لم يكن أداة شائعة عند تشخيصها. تشمل العلامات الشائعة التي يجب البحث عنها التدهور العصبي التدريجي المزمن مع ترنح المخيخ، والتشنج، والتدهور العقلي، وتدهور الرؤية، والصرع الخفيف، ورعاش اليد، وتصبح القدرة على مضغ وابتلاع الطعام صعبة، والتدهور السريع والالتهابات الليفية بعد صدمة الرأس أو الخوف، فقدان الوظائف الحركية، والتهيج، والتغيرات السلوكية، والقيء، وحتى الغيبوبة. أولئك الذين يدخلون في غيبوبة، إذا خرجوا يموتون عادة في غضون بضع سنوات. قد يكون التشخيص صعبًا إذا لم يأخذ الطبيب التصوير بالرنين المغناطيسي.